# AK-74
 (avril 2016).
L'AK-74 est un fusil d'assaut mis en service par l'Union soviétique en 1974, pour remplacer l'AKM par une arme de plus petit calibre (5,45 × 39 mm M74) qui puisse offrir les mêmes avantages que le M16 américain.

## Description et historique
Nouvelle arme de l'Armée soviétique, l'AK-74 a été conçue comme une arme provisoire pour utiliser rapidement la nouvelle munition de 5,45 × 39 mm M74, en guise de transition avant adoption d'un fusil plus moderne.
Ce fusil se distinguait par un frein de bouche, des garnitures et un chargeur presque entièrement en plastique, au lieu du traditionnel métal. Le premier prototype voit le jour en 1970, sous la désignation AK-70 ; il est exactement comme l'AKM-59 en tôle et bois mais possède un chargeur en métal d'un prototype de munition 5,45. C'est plus tard que l'on décida du vrai modèle en plastique et métal. Fusil plus moderne, le Nikonov AN-94 n'est apparu que vingt ans après et ne connaît qu'une diffusion confidentielle au sein d'unités d'élite, en raison de son coût très élevé.

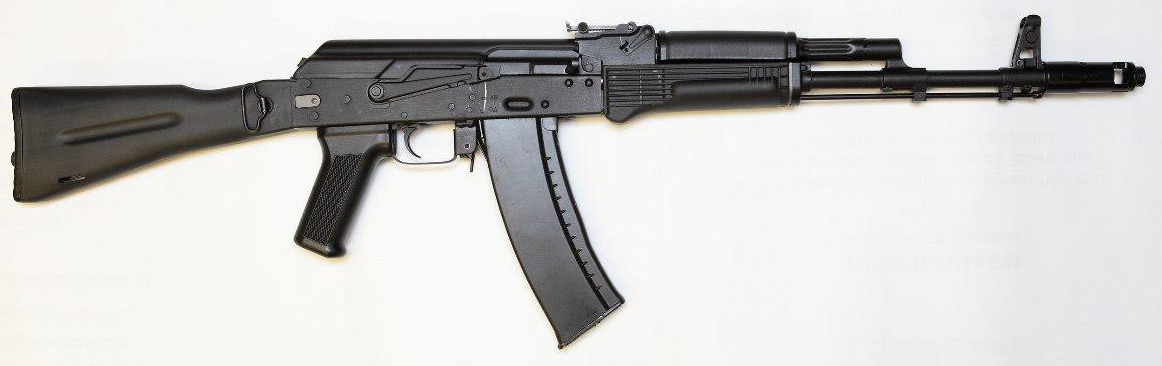
AK-74M utilisé en 2014 par l'armée russe.

L'AK-74 demeure donc l'arme la plus courante chambrant la nouvelle munition 5,45, dont l'adoption ne causa pas de problème puisque le fusil avait été conçu pour elle. Assez curieusement, l'AK-74 conserve les défauts de l'AKM, notamment le sélecteur de tir et un départ filant peu commodes, qui contraignent l'opérateur à maintenir son index hors du pontet lors des phases de non-feu.
Les organes de visée peuvent être considérés comme primitifs mais remplissent parfaitement leur office, et sont étalonnés sur les distances courantes d'emploi de l'arme ; leur adaptation (réglage en site et en dérive du guidon) est un modèle de facilité et de robustesse.
La facilité d'entretien est très bonne (c'est le cas de toute arme conçue par l'ingénieur Kalashnikov), et ni le sable ni l'eau ne l'empêchent de fonctionner, dans une certaine mesure. La plupart des AK-74 ont une sorte de crochet sur la crosse afin de pouvoir être stockées facilement. Ce fusil, comme le qualifient des instructeurs de tir, est idiot-proof : n'importe qui peut, sans entraînement ni connaissance des armes et après une courte formation, l'approvisionner, l'armer et faire feu. La simplicité de son mécanisme fait qu'il est souvent fabriqué ou maintenu artisanalement. Le tout fait de l'AK-74 le fusil d’assaut le plus répandu, laissant loin derrière le FAL.
L'AK-74 a été produit en masse à partir de 1976. La version pour les troupes de parachutistes, AKS-74 est équipée d'une crosse en métal rabattable le long de l'arme. La version pour le combat de nuit, l'AK-74N, comprend un rail latéral permettant de monter une lunette à infrarouge. En 1991, une nouvelle version dotée de la crosse rabattable et du rail latéral permettant de monter une lunette sera mise en service sous la désignation d'AK-74M.
Des versions dérivées ont été produites, notamment l'AKS-74U qui est une version très courte présentant les dimensions d'un pistolet-mitrailleur et le RPK-74 qui est la version fusil-mitrailleur. D'autres modèles dérivés chambrent d'autres munitions comme la 5,56 OTAN mais non utilisées dans l'armée russe.

## Variantes

### URSS

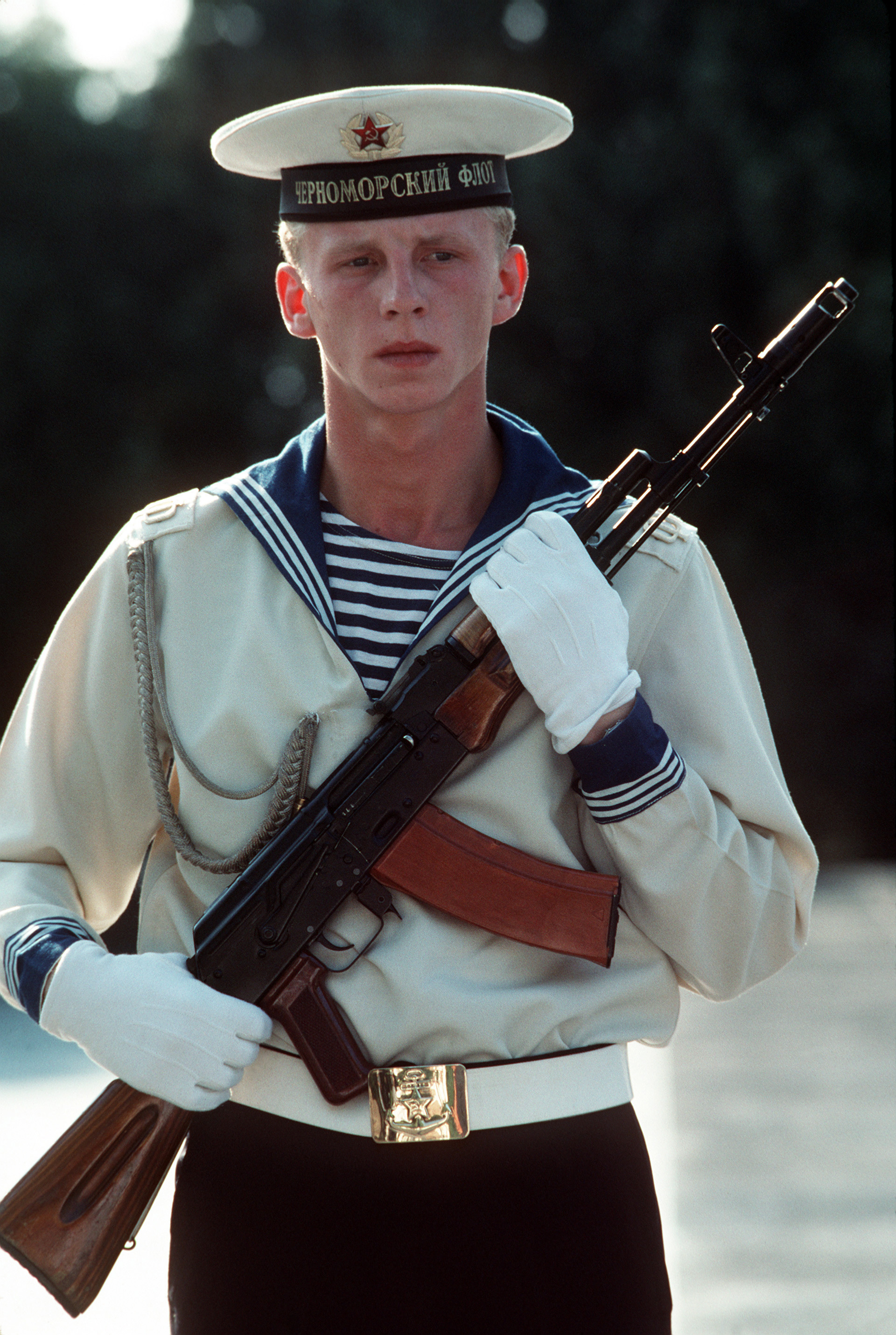
Fusilier marin soviétique armé d'un AK-74 (1989).

- AK-74 calibre 5,45 × 39 mm, canon de 415 mm de longueur, finition bois, crosse bois fixe. (photo à droite)
- AKS-74 version à crosse pliante en métal de type skeleton du AK-74
- AK-74M calibre 5,45 × 39 mm, canon de 415 mm de longueur, finition phosphore noir, crosse plastique pliante (fibre de verre et polyamide)
- AKS-74M version à crosse pliante en métal de type skeleton du AK-74M (voir photo en haut à gauche)
- AKS-74U calibre 5,45 × 39 mm, version très courte, conçue pour le combat rapproché, possède une cadence de tir plus élevée
- RPK-74 calibre 5,45 × 39 mm, version fusil-mitrailleur
- AK101 calibre 5,56 OTAN (5,56 × 45 mm), canon de 415 mm de longueur, finition phosphore noir, crosse plastique pliante (fibre de verre et polyamide)
- AK102 calibre 5,56 OTAN (5,56 × 45 mm), canon de 314 mm de longueur, finition phosphore noir, crosse plastique pliante (fibre de verre et polyamide)
- AK103 calibre 7,62 × 39 mm, canon de 415 mm de longueur, finition phosphore noir, crosse plastique pliante (fibre de verre et polyamide)
- AK104 calibre 7,62 × 39 mm, canon de 314 mm de longueur, finition phosphore noir, crosse plastique pliante (fibre de verre et polyamide)
- AK105 calibre 5,45 × 39 mm, canon de 314 mm de longueur, finition phosphore noir, crosse plastique pliante (fibre de verre et polyamide)
- AK107 calibre 5,45 × 39 mm, canon de 415 mm de longueur, finition phosphore noir, crosse plastique pliante (fibre de verre et polyamide), double piston compensateur de recul
- AK108 calibre 5,56 × 45 mm, canon de 415 mm de longueur, finition phosphore noir, crosse plastique pliante (fibre de verre et polyamide.), double piston compensateur de recul.

### Pologne
La Fabryka Broni Radom a produit une variante nommée wz. 88 Tantal .

### République démocratique allemande
La République démocratique allemande produisit un petit nombre de MPi-AK 74N (long de 93,6 cm et lourd de 3,7 kg avec un canon de 40 cm), le MPi-AKS 74N (long de 73 cm avec la crosse repliée) et MPi-AKS 74NK (long de 60 cm/80,4 cm avec un canon de 30,5 cm) entre 1985 et 1989. Les deux premiers correspondent, hormis la crosse, au AK74 et AKS 74. Le dernier est une version PM très différente de l'AKSU-74. Beaucoup de ces armes furent livrées à la Croatie durant la guerre de Croatie et la guerre de Bosnie.

### Roumanie
L'AIM-74 produit par Romarm est en service dans l'Armée roumaine sous le nom de PM-86. Il se distingue du modèle soviétique par sa crosse repliable imitée du modèle est-allemand et la poignée antérieure de l'AIM. Ces armes ont connu la révolution roumaine les opérations extérieures de la KFOR et de l'ISAF

## Pays utilisateurs

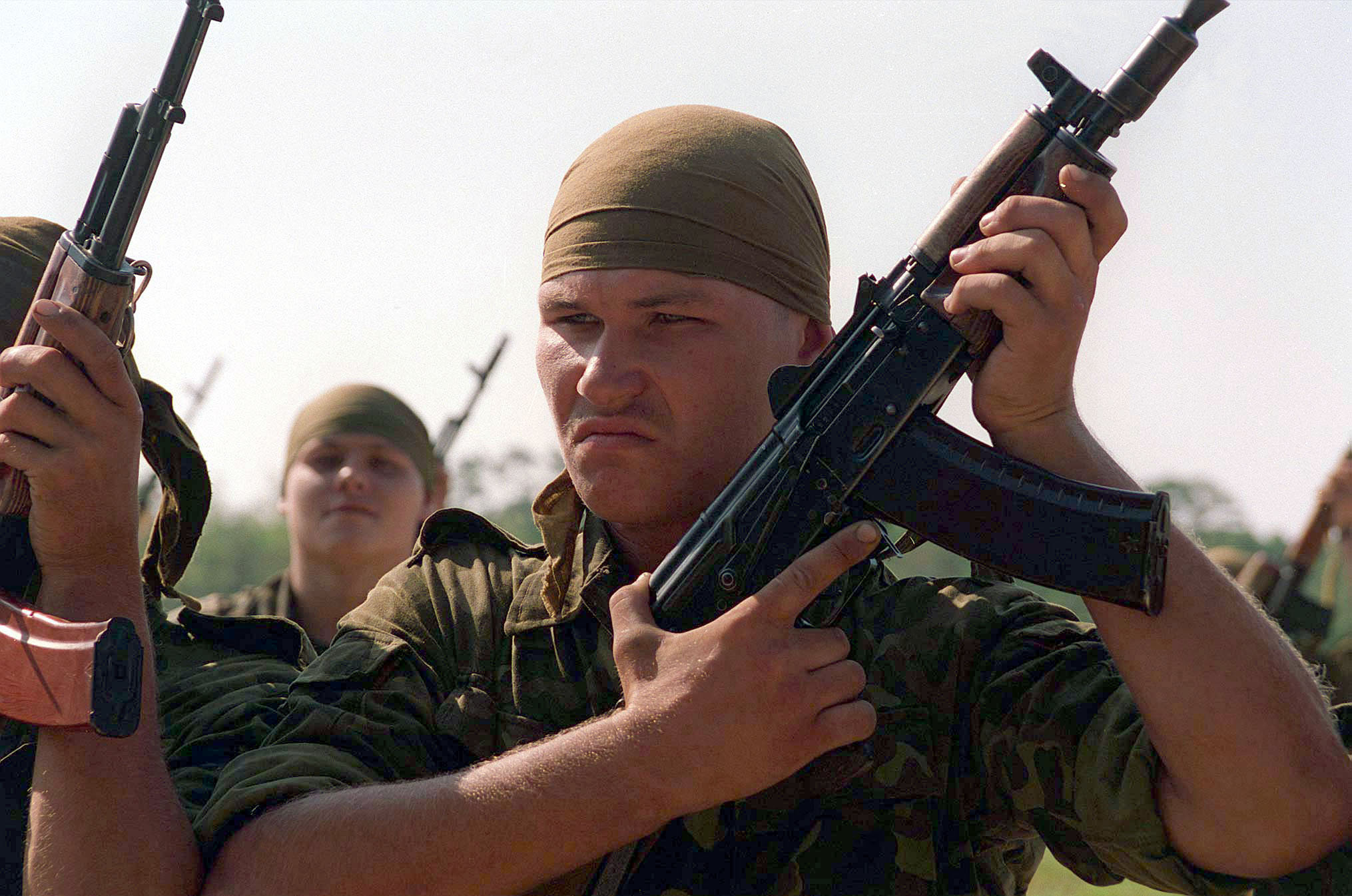
Marine ukrainien avec un AKS-74U.

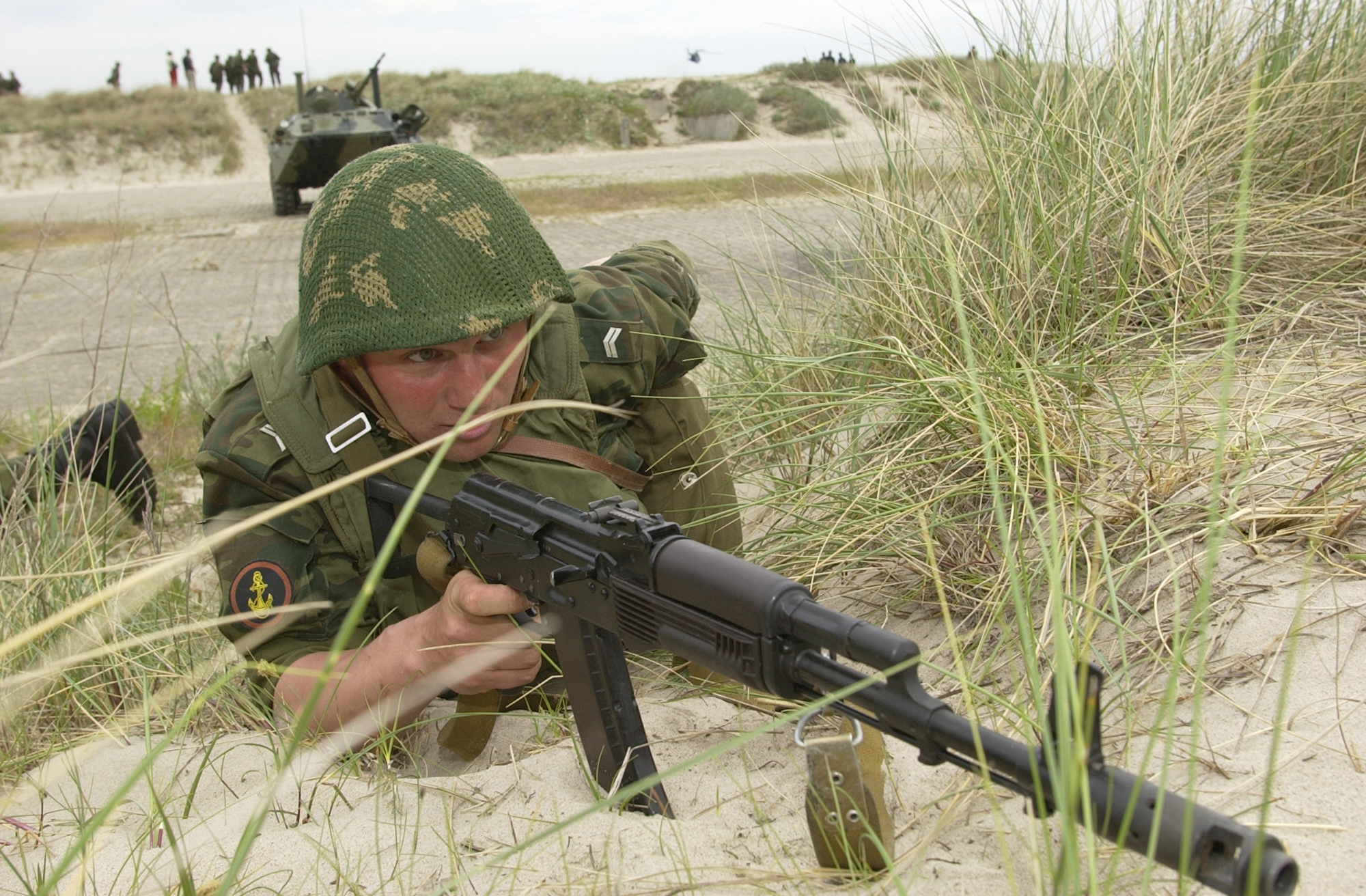
Fusilier-marin russe armé d'un AKS-74M.

| - Afghanistan - reste de l'occupation soviétique. - Allemagne de l'Est - Algérie - Angola : FAPLA - Arménie - Azerbaïdjan - Biélorussie - Bulgarie - Chine - Corée du Nord - Cuba - Chypre | - Estonie - États-Unis - pour entraînement - Géorgie - Grèce - Indonésie - Iran: Forces armées iraniennes (Également avec un Type 88S et un Type 88) - Jordanie - Kazakhstan - Kirghizistan - Kosovo - Lettonie - Lituanie - [[Fichier:\|20x18px\|border\|Drapeau du Maroc\|class=noviewer]] Maroc - Moldavie | - Mongolie - Roumanie - Russie - Syrie - Tadjikistan - Turkménistan - Ukraine - Union soviétique - Ouzbékistan - Viêt Nam - utilisé par l'infanterie de Marine. - Liban |

## La carrière militaire de l'AK-74
En service dans l'Armée rouge, puis dans l'Armée russe, mais aussi chez les troupes régulières des pays aidés par l'URSS, et enfin au sein de diverses guérillas, l'AK-74 a connu le feu durant les conflits suivants :
- Guerre soviéto–afghane
- The Troubles (nom britannique donné au conflit d'Irlande du Nord entre 1969 et 1998)
- Guerre du Nagorno-Karabakh
- Guerre civile géorgienne
- Guerre du Golfe
- Guerre de Transnistrie
- 1ère Guerre de Tchétchénie
- Conflit en Ossétie du Nord de 1992
- Guerre de Croatie
- 2e Guerre de Tchétchénie
- Guerre en Afghanistan (2001–2014)
- Guerre d'Ossétie
- Guerre civile syrienne
- Guerre russo-ukrainienne
  - Guerre du Donbass
  - Invasion de l'Ukraine par la Russie en 2022
- Guerre civile du Sri Lanka (utilisé par les tigres tamouls)

### Sources
- Martin J. Dougherty, Armes à feu : encyclopédie visuelle, Elcy éditions, 304 p. (ISBN 9782753205215), p. 166.

Cet article est issu de la lecture des revues spécialisées de langue française suivantes :
- Cibles
- AMI/ArMI/Fire
- Gazette des armes
- Action Guns
- Raids, notamment les Hors-Séries no 26 & 28
- Assaut